# Paul-Louis Delance

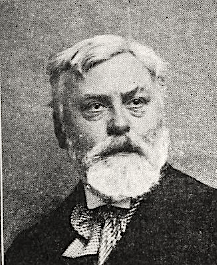
Paul Louis Delance, vor 1898

Paul-Louis Delance (* 14. März 1848 in Paris, Frankreich; † 16. Oktober 1924 ebenda) war ein französischer Maler und Kunstpädagoge.

## Leben
Paul-Louis Delance studierte an der École des Beaux-Arts in Paris bei Jean-Léon Gérôme und Léon Bonnat. Er war ein produktiver Künstler, der regelmäßig am Salon des Artistes Français teilnahm. Im Jahr 1880 erhielt er eine lobende Erwähnung und wurde Mitglied des Salons. Für sein Gemälde Le Retour du drapeau, das von einem Gedicht von Paul Déroulède inspiriert ist, erhielt er 1881 eine Medaille dritter Klasse. 1888 erhielt er für La Légende de saint Denis eine Medaille erster Klasse. Sein Werk La Tour Eiffel et le Champ-de-Mars en janvier 1889 wurde 1889 mit einer Bronzemedaille ausgezeichnet und befindet sich seither im Musée Carnavalet in Paris.  
Paul-Louis Delance heiratete die Malerin Julie Feurgard, die auch seine Schülerin war. Das Paar bekam eine Tochter, Alice (1888–1973). Nach dem frühen Tod seiner Frau 1892 änderte Delance seine künstlerische Ausrichtung und wandte sich verstärkt der Landschafts-, Porträt- und religiösen Malerei zu. Zwischen 1895 und 1899 gestaltete er das Chorgestühl der Kirche Notre-Dame in Oloron-Sainte-Marie mit Szenen aus dem Leben der Jungfrau Maria. 1908 wurde er zum Ritter der Ehrenlegion ernannt. Delance starb 1924 in Paris und wurde auf dem Friedhof von Passy beigesetzt.

## Werk

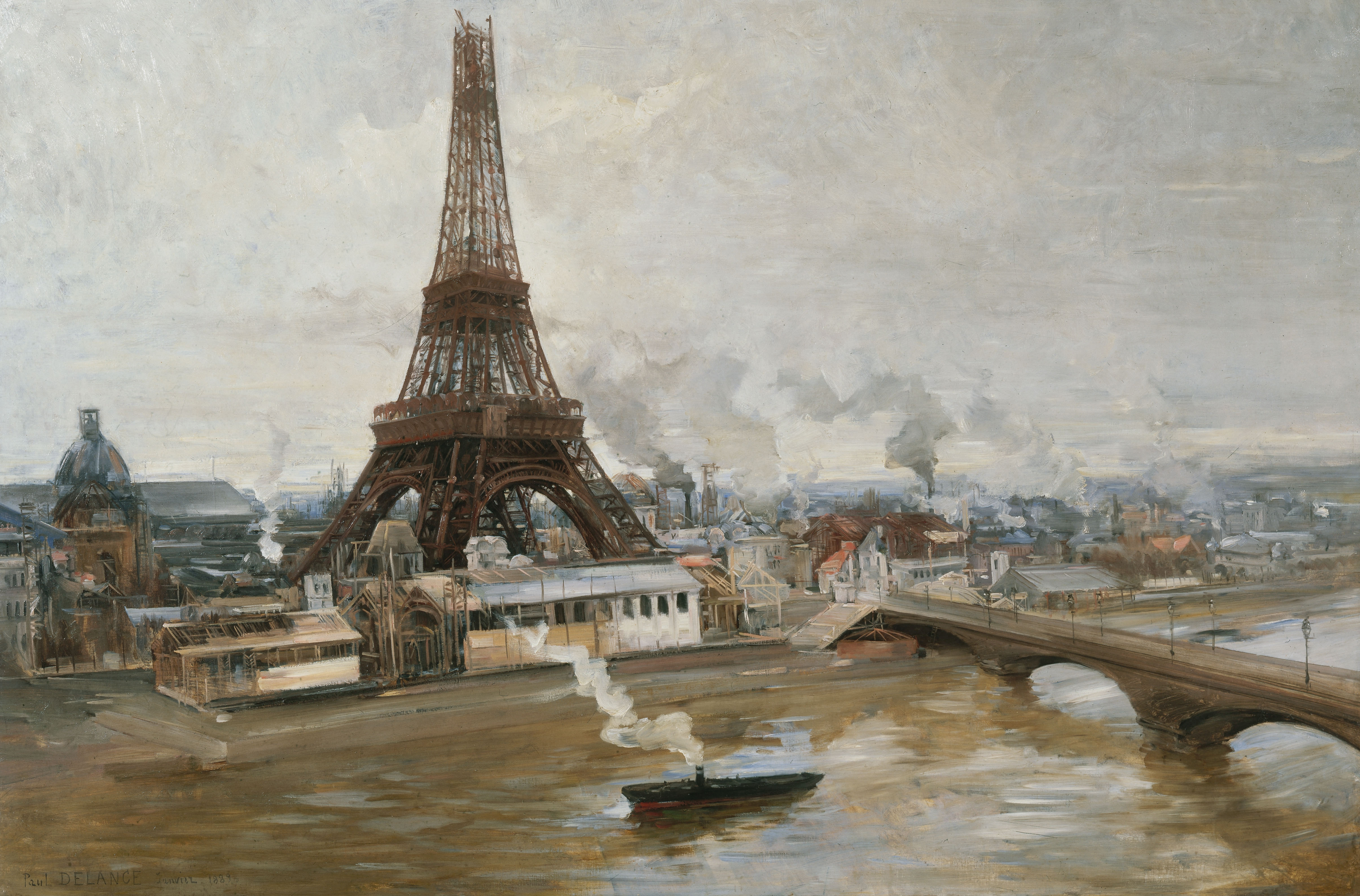
La tour Eiffel et le Champ-de-Mars, 1889. Musée Carnavalet. Werke der Weltausstellung vom rechten Ufer aus gesehen. Pavillon der Schifffahrt, Kuppel des Palais des Beaux-Arts. Pont d'Iéna, Dampfschlepper, Port de la Bourdonnais.

Paul-Louis Delance malte elegante Frauen, aber auch historische Szenen, die sein republikanisches und sozialistisches Engagement in einem naturalistischen Stil widerspiegeln, wie Le Retour du drapeau oder La Grève à Saint-Ouen (1908, Musée d’Orsay, Paris). Nach dem Tod seiner Frau wandte er sich der Landschaftsmalerei, dem Porträt und der religiösen Malerei zu. In seinen letzten Jahren schuf er intime Werke wie Rêverie und Les Trois Âges (1897) oder Le Bonheur perdu (1905).  